# Уценфелд
Уценфелд (њем. Utzenfeld) општина је у њемачкој савезној држави Баден-Виртемберг. Једно је од 35 општинских средишта округа Лерах. Према процјени из 2010. у општини је живјело 647 становника. Посједује регионалну шифру (AGS) 8336090.

## Географски и демографски подаци
Уценфелд се налази у савезној држави Баден-Виртемберг у округу Лерах. Општина се налази на надморској висини од 561 метра. Површина општине износи 7,4 km². У самом мјесту је, према процјени из 2010. године, живјело 647 становника. Просјечна густина становништва износи 87 становника/km².